# Daewoo Express
Daewoo Express, также известная, как Sammi Daewoo Express  — частная компания Пакистана со штаб-квартирой в Равалпинди, специализирующаяся на выполнении междугородних грузовых и пассажирских перевозок между более, чем тридцатью городами страны. Компания является самой современной и наиболее популярной в Пакистане автобусной компанией, работающей на рынке междугородних пассажирских перевозок.

## Грузовые перевозки
Служба грузовых перевозок компании Daewoo Express, включая все её грузовые терминалы в городах присутствия, работает в круглосуточном режиме, обеспечивая быструю отправку и доставку грузов по назначению в любое время дня и ночи. Грузооборот компании на протяжении нескольких последних лет растёт более быстрыми темпами, чем её пассажирское подразделение.

## Маршрутная сеть
По состоянию на ноябрь 2009 года компания Daewoo Express работала в 36 городах Пакистана:

### Белуджистан
- Кветта (с 2009 года)
- Гвадар (с 2009 года)

### Хайбер-Пахтунхва
- Абботтабад
- Бат-Кхела
- Харипур
- Карак
- Кохат
- Наушера
- Мардан
- Маншехра
- Пешавар
- Сват

### Пенджаб
- Бахавалпур
- Бхаккар
- Бхавал
- Чиниот
- Дера-Гази-Хан
- Фейсалабад
- Гуджранвала
- Гуджрат
- Ханевал
- Хариан
- Лахор
- Леях
- Миянвали
- Мултан
- Мюрри
- Рахимъярхан
- Равалпинди
- Садикабад
- Сахивал
- Саргодха
- Сиялкот
- Талаганг

### Синд
- Карачи
- Хайдарабад
- Джейкобабад
- Суккур
- Моро